# The Tourist (film)
Pour les articles homonymes, voir Tourist.
Ne doit pas être confondu avec The Tourist (série télévisée).
Pour plus de détails, voir Fiche technique et Distribution.
The Tourist ou Le Touriste au Québec, est un film américain réalisé par Florian Henckel von Donnersmarck, sorti en 2010. Ce film est un remake du film français Anthony Zimmer de Jérôme Salle.
Malgré un accueil négatif, avec un budget de 100 millions de dollars, il a créé la surprise en générant plus de 278 millions de dollars de recettes dans le monde entier.

## Synopsis
Elise Clifton-Ward (Angelina Jolie) est suivie par la police française qui travaille avec Scotland Yard sous la direction de l'inspecteur John Acheson (Paul Bettany). Acheson a passé des années à chasser l'ancien amant d’Elise, Alexander Pearce, qui doit 744 millions de livres sterling d'arriérés d'impôts sur de l’argent volé à la mafia russe, il est soupçonné d'avoir eu recours à la chirurgie esthétique pour modifier complètement son apparence. Dans un café, Elise reçoit des instructions écrites de Pearce : prendre le train pour Venise, choisir un homme, l'aborder et s'arranger pour que la police le prenne pour Pearce lui-même. Elise brûle la note puis parvient à échapper à la police et à monter à bord du train.
Dans le train, Elise choisit Frank Tupelo (Johnny Depp), un professeur de mathématiques d'un collège communautaire américain. Elle passe beaucoup de temps avec lui, faisant semblant de commencer une histoire d'amour. Pendant ce temps, les policiers ont réussi à récupérer les cendres de la note brûlée et à en extraire l'information concernant son rendez-vous ainsi que la ruse suggérée par Pearce. Au courant de sa localisation, mais pas de la ruse, un indicateur appartenant à la police informe Reginald Shaw (Steven Berkoff), le gangster à qui Pearce a volé 2,3 milliards, que Pearce se trouve avec Elise dans le train pour Venise. Shaw se met immédiatement en route pour Venise.
Elise invite Frank à rester avec elle dans sa chambre de l'Hôtel Danieli à Venise. Pearce laisse des instructions pour qu'Elise assiste à un bal. Elise abandonne Frank, qui est alors pourchassé par les hommes de Shaw, qui lui tirent dessus. En essayant de leur échapper Frank attire l'attention de la police italienne et se fait emprisonner, officiellement pour sa propre sécurité. Un inspecteur corrompu (Christian De Sica) tente de le livrer aux hommes de Shaw en échange de la prime qui a été placée sur la tête de Pearce. Elise sauve Frank juste avant qu'il ne soit livré, participant ainsi à une longue poursuite en bateau avant de réussir à s'échapper. Elle laisse Frank à l'aéroport avec son passeport et de l'argent, lui demandant de rentrer chez lui pour sa propre sécurité.
Elise se révèle être un agent secret de Scotland Yard suspendu pour sa relation présumée avec Pearce. En raison de ses craintes pour Frank elle accepte de participer à une opération d’infiltration. Au bal alors qu'Elise cherche à repérer Pearce dans la foule, une enveloppe est placée sur la table devant elle par un Anglais (Rufus Sewell) qui ensuite disparaît rapidement. Elise voit que l'enveloppe est pour elle, et estime que l’homme doit être Pearce lui-même. Avant de l'ouvrir, elle essaie de le suivre à travers la foule, en criant son nom. À sa grande surprise, elle est arrêtée par Frank. Il prétend être amoureux d'elle et l'invite à danser pour l'éloigner de la police présente sur place. Elle ouvre alors l'enveloppe, trouve une note mentionnant un point de rendez-vous et s'y rend par bateau. Shaw et ses hommes la suivent dans leur bateau. Les deux groupes sont suivis discrètement par la police dans un autre bateau où Frank, capturé par la police, est tenu menotté pour l'empêcher de faire obstacle à l'enquête.
Quand Elise arrive à destination, Shaw la fait prisonnière, menaçant de lui faire du mal si elle ne révèle pas l'emplacement de l'argent volé. Les policiers surveillent la situation à l'intérieur de la salle de rendez-vous par le biais de l'émetteur caché sur Elise et des lunettes des snipers qui observent de loin la scène à travers le vitrage. Malgré le danger qu'encourt Elise, Acheson refuse à plusieurs reprises les demandes de la police d'intervenir avec leurs tireurs d'élite. Alors que les policiers sont occupés à surveiller la situation, Frank s'échappe du bateau de la police, rejoint Shaw et s'y confronte en prétendant être Pearce. Il propose d'ouvrir un coffre, dissimulé sur place, où se trouve l’argent volé à la condition qu'Elise soit autorisée à partir en toute sécurité. Shaw est sceptique et fait une contre-offre : Frank doit ouvrir le coffre, s'il ne veut pas voir Elise assassinée par ses hommes. Franck se dirige vers le coffre sous les yeux de Shaw qui s'impatiente. L’inspecteur chef Jones (Timothy Dalton) arrive à la planque de la police, remplace Acheson, et ordonne enfin aux tireurs d'élite de la police de tirer. Ils tuent Shaw et ses hommes. Arrive alors la cavalerie et Jones lève la suspension d'Elise, mais la licencie lui rendant sa liberté.
Acheson, qui se demande toujours où est le vrai Pearce, reçoit alors un message radio disant que celui-ci vient d'être trouvé non loin de là. Abandonnant le couple, il se précipite à l'endroit où les policiers disent l'avoir arrêté. L'homme prétend être un simple touriste qui a simplement suivi les instructions envoyées par textos sur son téléphone portable lui demandant d'être présent à un certain endroit, contre paiement. Pendant ce temps, Elise explique à Frank qu'elle l'aime mais qu'elle aime aussi Pearce. Frank suggère alors une « solution » à ce dilemme : à la surprise d’Elise: il ouvre le coffre-fort en utilisant le bon code, révélant ainsi qu'il est vraiment Alexander Pearce. Ils prennent l'argent et partent. Lorsque les britanniques font sauter le coffre, ils trouvent dans celui-ci un chèque du montant total des impôts que la police cherchait à récupérer. À la grande frustration d’Acheson, le chef Jones classe alors l'affaire soulignant qu’avec les impôts dorénavant payés, le seul crime de Pearce est d'avoir volé de l'argent à un gangster maintenant mort. Tandis qu’Acheson excédé regarde vers le large, il aperçoit le couple au loin. Frank et Elise voguent loin vers une nouvelle vie ensemble.

## Fiche technique
- Titre original et française : The Tourist
- Titre québécois : Le touriste
- Réalisation : Florian Henckel von Donnersmarck
- Scénario : Florian Henckel von Donnersmarck, Julian Fellowes et Christopher McQuarrie, avec la participation de William Wheeler pour des révisions, remake du film Anthony Zimmer de Jérôme Salle
- Direction artistique : Marco Trentini
- Photographie : John Seale
- Montage : Joe Hutshing et Patricia Rommel
- Musique : James Newton Howard, et Gabriel Yared (Dance in F.)
- Décors : Jon Hutman
- Costumes : Colleen Atwood
- Coiffures :  Frédérique Arguello (en)
- Maquillage : Françoise Quilichini et Maurizio Silvi
- Production : Gary Barber, Roger Birnbaum, Jonathan Glickman, Tim Headington et Graham King
- Sociétés de production : GK Films, Spyglass, StudioCanal
- Sociétés de distribution : StudioCanal
- Pays d'origine :  États-Unis,  France
- Langue : anglais
- Genre : drame, thriller
- Durée : 99 minutes
- Dates de sortie : 
  - États-Unis : 10 décembre 2010
  - France : 15 décembre 2010

## Distribution
- Johnny Depp (VF : Bruno Choël ; VQ : Gilbert Lachance) : Frank Tupelo
- Angelina Jolie (VF : Françoise Cadol ; VQ : Hélène Mondoux) : Elise Ward
- Paul Bettany (VF : Jean-Pierre Michaël ; VQ : Patrice Dubois) : Acheson
- Timothy Dalton (VF : Philippe Crubézy ; VQ : Mario Desmarais) : inspecteur-chef Jones
- Steven Berkoff (VF : Vincent Grass ; VQ : Vincent Davy) : Reginald Shaw
- Rufus Sewell (VQ : Daniel Picard) : l'Anglais
- Christian De Sica (VF : Mathieu Buscatto ; VQ : Alain Zouvi) : le commissaire Lombardi
- Clément Sibony (VF : lui-même) : le brigadier Rousseau
- Julien Baumgartner (VF : lui-même) : le brigadier Ricuort
- Bruno Wolkowitch (VF : lui-même) : le capitaine Courson
- François Vincentelli (VF : lui-même) : un policier sous couverture
- Mhamed Arezki (VF : lui-même) : le coursier qui donne la lettre à Elise Ward
- Alessio Boni : le sergent Cerato
- Raoul Bova : le comte Filippo Gaggia
- Marc Ruchmann (VF : lui-même) : brigadier Kaiser
- Renato Scarpa : le tailleur
- Gwilym Lee (VF : Jean-Christophe Dollé) : l'agent Mountain

 Source et légende : version française (VF) sur RS Doublage ; version québécoise (VQ) sur Doublage.qc.ca

## Production
Le projet a connu un certain nombre de changements de réalisateur et de casting. À l'origine, le film était prévu pour être réalisé par Lasse Hallström avec Charlize Theron dans le rôle principal. Mais Lasse Hallström quitta le projet, officiellement pour conflit de calendrier. Bharat Nalluri fut envisagé tout comme Jason Statham qui a ensuite été remplacé par Sam Worthington. Angelina Jolie accepta ensuite de participer au projet tout comme le réalisateur Florian Henckel von Donnersmarck mais celui-ci démissionna pour «différences créatives» avec Sam Worthington. Après que de nombreux noms furent proposés, notamment celui d'Alfonso Cuarón, Henckel von Donnersmarck revint, re-écrivit le scénario en deux semaines, et tourna le film en 58 jours (y compris pour la deuxième équipe), avec Johnny Depp dans le rôle principal.
Le film a été entièrement tourné à Paris et à Venise. Le tournage a débuté à Paris avec Angelina Jolie le 23 février 2010 et a déménagé à Venise, où Johnny Depp a rejoint la production le 1er mars. Tout le film a été réalisé en un peu plus de 11 mois à compter du jour où Henckel von Donnersmarck est venu à bord pour réécrire et réaliser jusqu'au jour de la première à New York. La raison pour laquelle le film devait être tourné si vite était que Johnny Depp devait partir pour Hawaii pour commencer le tournage de Pirates des Caraïbes : La Fontaine de Jouvence.
Henckel von Donnersmarck a été aidé par Simon Crane, coordinateur de cascade, qui a conçu la séquence d'action en bateau. Dans le commentaire DVD du réalisateur, Henckel von Donnersmarck raconte qu’une séquence d'action du film a été conçue par Simon Crane pour tenir compte des limitations de vitesse imposées sur les bateaux à Venise. Cette limite de vitesse a été strictement appliquée par les autorités vénitiennes et il y avait un policier sur le plateau à chaque instant pour s'assurer qu'aucun mouvement de vague ne laisserait les piliers (sur lesquels les palais sont construits) exposés à l'oxygène. Henckel von Donnersmarck et Crane ont estimé que si un bateau remorquait l'autre, ce serait peut-être une raison réaliste pour une course lente. 
Le ministre français de la culture, Frédéric Mitterrand, a rendu visite à Florian Henckel von Donnersmarck sur le plateau de The Tourist, Place Colette.[non pertinent]

## Accueil

### Accueil critique
Sur Rotten Tomatoes, le film a une note d'approbation de 21 % sur la base de 173 critiques, et une note moyenne de 4,4/10. Le consensus critique du site se lit comme suit : "Le paysage et les étoiles sont indéniablement beaux, mais ils ne peuvent pas rattraper l'intrigue lente et confuse de The Tourist, ou le manque de chimie entre Johnny Depp et Angelina Jolie." Sur Metacritic, le film a une note moyenne pondérée de 37 sur 100 sur la base de 37 critiques, indiquant "des critiques généralement défavorables". Le public interrogé par CinemaScore a donné au film une note moyenne de "B" sur une échelle de A+ à F.
En France, sur le site Allociné, la note moyenne du film pour les 9 critiques de presse française recensées est de 1,6 sur 5, et la note moyenne des critiques du public est de 2,2 sur 5. 

### Box-office
Le film fit un très mauvais démarrage aux États-Unis,[réf. nécessaire] mais il fut un succès économique majeur en générant plus de 278 millions de dollars de revenu à l’échelle internationale.

### Controverse
Le film a été nommé pour trois Golden Globes dans les catégories : meilleur film musical ou comédie, meilleur acteur dans un film musical ou une comédie pour Johnny Depp et meilleure actrice dans un film musical ou une comédie pour Angelina Jolie. Les réactions sont dubitatives, s'interrogeant sur la possibilité que le film soit nommé dans plusieurs catégories malgré le désamour critique. De plus, bien qu'étant un thriller, The Tourist fut nommé dans des catégories récompensant les comédies ou films musicaux, Von Donnersmarck ayant choisi cette classification. Deux anciens responsables de la communication prétendent dans une plainte que les membres « abusent de leurs positions et s'engagent dans des accords et arrangements potentiellement illégaux et en manquement à l'éthique », faisant ainsi peser un soupçon de pot-de-vin en échange de votes.
Cette controverse sera parodiée lors de la soirée en elle-même. Le présentateur Ricky Gervais, sur les films en 3D au cinéma, déclara « Il semble que durant cette année, tout était en relief […] Sauf les personnages de The Tourist ».

## Distinctions

### Récompenses
- Le film a gagné deux Teen Choice Awards dans les catégories : meilleur acteur dans un film d'action pour Johnny Depp et meilleure actrice dans un film d'action pour Angelina Jolie. Il a également été nommé comme meilleur film d'action.
- Le film a aussi remporté le People's Choice Award dans la catégorie acteur de cinéma préféré pour Johnny Depp et a eu deux nominations pour Angelina Jolie dans les catégories actrice de cinéma préférée et icône de cinéma préférée.
- Le film a aussi remporté le prix RedBox Movie Award pour le film dramatique le plus loué de l'année 2011.

## Autour du film
Les gangsters russes du film Virguinsky (Igor Jijikine), Lébiadkine (Vladimir Orlov), Lipoutine (Vladimir Tevlovski), Fedka (Alec Utgoff) et Chigaliov (Mark Zak) portent tous des noms du roman politique Les Démons de Fiodor Dostoïevski, publié en 1873. Le scénariste et réalisateur Donnersmarck a parlé de son obsession depuis l'enfance avec l'écrivain russe et le thème dostoïevskien de policiers et du gouvernement corrompus résonne tout au long du film.